# G1 ALLSTAR'S Japan Horse Racing
『G1 ALLSTAR'S』（ジーワンオールスターズ）とはコナミデジタルエンタテインメントが2012年に発売を開始した競馬のオンライントレーディングカードゲームで、『FOOTBALL ALLSTAR'S』、『BASEBALL ALLSTAR'S』に次ぐ、『Digital Game Card』シリーズの3作品である。
2013年4月にYahoo!ゲームにサービスを移転し『KEIBAオールスターズ』（けいばオールスターズ）にリニューアルした後、同年9月にサービスを終了した。

## 概要
レースは公式サイト内で行われる。ブラウザゲームであり、専用クライアントなどはない。馬カード（1パック2枚、200円）を購入し、馬カードに書かれているコードを公式サイトから入力することで選手を登録できる。

### 競走馬データ
中央競馬の歴代G1優勝馬がカード化されているほか、オリジナル馬を最大で3頭まで繁殖させつくることができる。
選手にはそれぞれ10段階の能力とコストが設定されている。
競走馬の能力はスピード・スタミナ・瞬発力・勝負根性があり、そのほか性別、馬場適性、脚質、毛色、距離適性、成長などが記載されている。それ以外にもスキルが1頭1つ設定されており、あとから強化することでさらに増やすことができる。